# جوناثان س. كون
جوناثان س. كون (بالإنجليزية: Jonathan C. Coon)‏ هو شخصية أعمال أمريكي، ولد في 1970.